# Purpurziersalmler
Der Purpurziersalmler (Nannostomus mortenthaleri) gehört zur Familie der Schlanksalmler (Lebiasinidae) und kommt im Stromgebiet des Río Nanay in der peruanischen Region Loreto sowie in dem nahegelegenen Río Tigre vor. Die Art wurde 2001 zunächst als Unterart des Zwergziersalmlers (Nannostomus marginatus) beschrieben, wird seit 2003 aber als eigenständige Art geführt.
Die Art wurde nach Martin Mortenthaler benannt, der die Fische im März 2000 entdeckt hat.

## Merkmale
Der Purpurziersalmler hat einen langgestreckten spindelförmigen Körper und wird drei Zentimeter lang. Die Oberseite ist bräunlich. Auf jeder Körperseite befinden sich drei Längsbinden, die subdorsale und submidlaterale reichen bis in die Basis der Schwanzflosse, die Dritte, entlang des unteren Körperumrisses, bis zum Ansatz der Afterflosse. Die mittlere und untere beginnen an der Schnauzenspitze, die obere hinter dem Auge. Ausgewachsene Männchen zeichnen sich durch eine intensive Rotfärbung zwischen den Längsbinden aus. Die Rotfärbung schließt den oberen Irisbereich ein und reicht bis auf die Schwanzflossenbasis. Weibchen sind zwischen den Längsbinden gelblich gefärbt. Der Vorderrand der Rückenflosse ist weiß-rot gefärbt. Die weiteren Strahlen der Rückenflosse sind schwarz, die Flossenmembran ist hell, so dass ein dunkles Strichmuster entsteht. Die Hinterränder von Bauch- und Afterflossen sind schwarz. Im Unterschied zu den Zwergziersalmler-Unterarten (und der Nominatform N. marginatus marginatus), die vor allem vier-, fünf- oder sechsspitzig Zähne haben, sind die von Nannostomus mortenthaleri dreispitzig.
- Flossenformel: Dorsale ii/8, Anale iii/9, Pectorale i/9–10, Ventrale i/7, Caudale 19.
- Schuppenformel: mLR 19–22.

## Aquaristik
Die Fische wurden im Juni 2000 durch Aquarium Dietzenbach zum ersten Mal nach Deutschland als Aquarienfisch importiert und bald darauf auch nachgezogen.